# Maryann Thomas
Maryann Thomas es una deportista australiana que compitió en vela en la modalidad de match race. Ganó una medalla de bronce en el Campeonato Mundial de Match Race Femenino de 2013.

## Palmarés internacional
| Campeonato Mundial | Campeonato Mundial    | Campeonato Mundial | Campeonato Mundial |
| Año                | Lugar                 | Medalla            | Clase              |
| ------------------ | --------------------- | ------------------ | ------------------ |
| 2013               | Busan (Corea del Sur) | Medalla de bronce  | Match race         |